# María Elena Blanco
María Elena Blanco (* 1947 in Havanna, Kuba) ist eine kubanische Dichterin, Essayistin und literarische Übersetzerin. Sie absolvierte das Studium der Romanistik an der New York University und der Sorbonne in Paris. Ihre Gedichte sind in zahlreiche Anthologien aufgenommen und auch übersetzt worden.

## Werke (Auswahl)
- Posesión por pérdida (1990)
- Mitologuías (2001)
- Alquímica memoria (2001)
- danubio mediterráneo / mittelmeer donau (spanisch-deutsch 2005)
- Wilde Lohe (spanisch-deutsch, 2007)